# Erich Scheurmann
Erich Scheurmann (Amburgo, 24 novembre 1878 – Armsfeld, 4 maggio 1957) è stato uno scrittore e pittore tedesco.
Amico di Hermann Hesse, viaggiò in Polinesia per fuggire dagli orrori della prima guerra mondiale. È principalmente conosciuto per aver dato alle stampe il piccolo saggio antropologico Papalagi (Der Papalagi) nel 1920. Nell'opera si avvalse del contributo di Tviaii di Tavea, un capovillaggio delle isole Samoa tedesche, allora colonia tedesca; quest'ultimo illustrava infatti il punto di vista degli indigeni nei confronti degli uomini occidentali. Si tratta di un'importante testimonianza di culture diverse, in cui gli uomini bianchi (i papalagi, appunto) ritenevano i samoani inferiori dato che come europei possedevano molti più beni materiali. In realtà, a detta di Tviaii, le cose non stavano affatto così: i samoani possedevano tante cose fatte dal "grande spirito" ma non avevano alcun bisogno di crearne altre a differenza degli uomini bianchi, posseduti dalla mania di creare tutto. Colpito dalle parole del capovillaggio, Scheurmann riportò il punto di vista di Tviaii, facendo pubblicare il libro negli USA dove si era trasferito ancora durante la Grande Guerra. Contro la pubblicazione fu mossa due volte l'accusa di plagio.
Dopo aver svolto l'attività di predicatore presso la Croce Rossa tedesca negli Stati Uniti, si trasferì per breve tempo sul Monte Verità presso Ascona per poi ritornare in Germania e dedicarsi alla pittura ed al teatro dei burattini.

## Opere
- Ein Weg, 1911
- Paitea und Ilse : eine Südseegeschichte, 1919
- Der Papalagi, 1920; Papalagi - Edizioni Millelire
- Adam: eine Legende, 1921
- Handbuch der Kasperei: vollständiges Lehrbuch des Handpuppenspieles, 1924
- Die Lichtbringer: die Geschichte von Niedergang eines Naturvolkes, 1927-1928
- Zweierlei Blut: ein Südsee-Roman, 1936
- Ulfs Geschlecht: eine Erzählung aus germanischer Vorzeit, 1938
- Im Banne der Leidenschaft: der Roman einer grossen Liebe, 1954